# Kistokaj
Kistokaj község Borsod-Abaúj-Zemplén vármegye Miskolci járásában, a vármegyeszékhely Miskolc déli agglomerációjában.

## Fekvése
A Hejő patak partján helyezkedik el, Miskolc központjától mintegy 9 kilométerre, Szirma városrésztől 4 kilométerre délre. További szomszédai: kelet felől Sajópetri, délnyugat felől pedig Mályi. Közvetlenül határos még délkelet felől Sajóláddal is, de utóbbinak csak lakatlan külterületeivel érintkezik, maga a település a Sajó túlsó partján fekszik.
Bortermelő hely, szőlő- és borgazdasági szempontból a Bükki borvidékhez (korábbi nevén Bükkaljai borvidék) tartozik.

### Megközelítése
Közigazgatási határai között áthalad, lakott területétől néhány kilométerre nyugatra a 3-as főút, illetve keleti határszéle mellett az M30-as autópálya is, ezek révén az ország távolabbi részei felől is könnyen elérhető. Központját azonban csak két mellékút érinti, a 3603-as, mely Mályival és Sajópetrivel, valamint a 3604-es, mely Miskolc központjával köti össze.
A hazai vasútvonalak közül a Budapest–Sátoraljaújhely-vasútvonal érinti, Kistokaj megállóhely a község nyugati külterületei között helyezkedik el, a 3603-as út vasúti keresztezésének déli oldalán.

## Nevének eredete
Neve valószínűleg török eredetű, jelentése "folyó menti erdő", a "kis" előtag pedig a Tokajjal való összetévesztést hivatott elkerülni. Borsod vármegyében több Tokaj nevű község volt, s ezeket Felső-, Boros-, Békás-, Farkas-, Nagy-, Kis-, Virág-, Középtokaj néven nevezték.

## Története
A település már a honfoglaláskor lakott hely volt, területén honfoglaláskori, nagyjából 150 sírhelyes temetőt találtak, melyből 73 sírt tártak fel. A leletanyag alapján az elhunytak a honfoglalók köznépi rétegéhez tartoztak, mégpedig ennek a gazdagabb első csoportjába. A temető, illetőleg feltárt részeinek kora a honfoglalástól a X. század 60-as, 70-es évei fordulójáig határozható meg.
1256-ban említik először a települést Tokoy néven, de már jóval korábban is állhatott. A Miskolc nemzetség tagjainak öröklött földje volt. István ifjabb király  a nemzetség tagjaitól: Tamás fia Sceuke Miklóstól és nagybátyjától Pétertől elkobozta és a rokon Ponith ispánnak adta. Egy 1256-ban és 1291-ben kelt oklevél Ponith ispán fiainak: Péternek és Istvánnak a birtoka. Családnévben legkorábban 1405-től ismerjük.
Az 1787-es első népszámláláskor mintegy 500-an lakták a települést.

## Közélete

### Polgármesterei
- 1990–1994: Bajor Józsefné (független)[4]
- 1994–1998: Bajor Józsefné (független)[5]
- 1998–2002: Bajor Józsefné (független)[6]
- 2002–2006: Bajor Józsefné (független)[7]
- 2006–2010: Bajor Józsefné (független)[8]
- 2010–2014: Kupainé Ambrus Gyöngyi (független)[9]
- 2014–2019: Ambrus Gyöngyi (független)[10]
- 2019–2024: Bernáth József (független)[11]
- 2024– : Bernáth József (független)[1]

## Népesség
A település népességének változása:
| Lakosok száma | 1846 | 2057 | 2343 | 2391 | 2444 | 2434 |
|               | 2001 | 2011 | 2021 | 2022 | 2023 | 2024 |

A 2001-es népszámlálás adatai szerint a településnek csak magyar lakossága volt.
A 2011-es népszámlálás során a lakosok 82,7%-a magyarnak, 0,2% görögnek, 0,8% németnek, 0,8% ruszinnak mondta magát (17,3% nem nyilatkozott; a kettős identitások miatt a végösszeg nagyobb lehet 100%-nál). A vallási megoszlás a következő volt: római katolikus 23,9%, református 22,9%, görögkatolikus 4,8%, evangélikus 0,5%,  felekezeten kívüli 13,1% (31,7% nem válaszolt).
2022-ben a lakosság 93,1%-a vallotta magát magyarnak, 0,4% cigánynak, 0,3% németnek, 0,3% ruszinnak, 0,1% ukránnak, 0,1% szlováknak, 3,8% egyéb, nem hazai nemzetiségűnek (6,9% nem nyilatkozott; a kettős identitások miatt a végösszeg nagyobb lehet 100%-nál). Vallásuk szerint 20,7% volt római katolikus, 20,9% református, 5,6% görög katolikus, 1,9% egyéb keresztény, 0,7% evangélikus, 0,2% ortodox, 12,1% felekezeten kívüli (36,1% nem válaszolt).

## Látnivalók
- Református templom. Korábban másik helyen volt a falu, abban 1733-ig állt egy fatemplom, amit a Sajó árvize vitt el. Az ezután új helyére települt faluban a jelenlegi templom helyén állt egy patics falú, nádfedeles templom. A mai templom 1811-12-ben épült, nyugati homlokzata előtti 24 m magas tornyával, késő barokk stílusban. Keleti félköríves záródása, a belsőnek sík, hajópalló mennyezete van. 1985-ben újították a templomot. Orgonája a II. világháborúban tönkrement. A torony déli külső oldalán láthatjuk a két világháború áldozatainak emléktábláját.[15]Kistokaji-tó

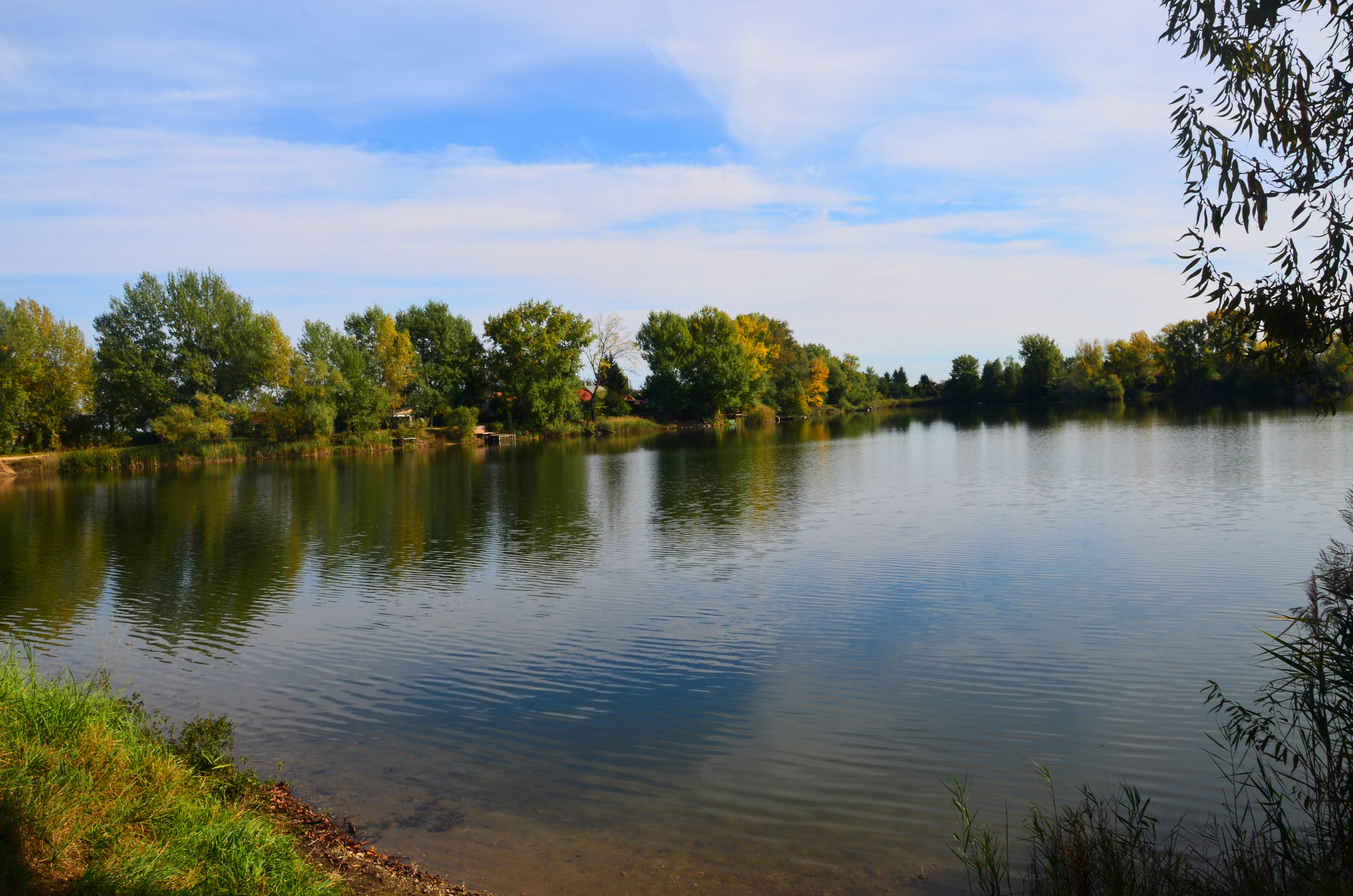
Kistokaji-tó

- Kistokaji-tó. A belterületen található bányató partján közel 200 hétvégi ház épült. A tó nagyon népszerű a horgászok, a pihenni vágyók körében.
- Hősi emléktábla a világháborús hősök emlékére. Pankotai Farkas Béla alkotása (1932), melyet a II. világháborús áldozatok emléktáblájával is kiegészítettek, a református templom falán látható.
- Petőfi Sándor mellszobra, Tokár András alkotása (1998).

## Híres emberek
- Kistokajban született Ungvárnémeti Tóth László (1788-1820), a XIX. század első évtizedeinek egyik jelentős költője. Sajátos, magában álló és magában élő egyéniség, a szűk itthoni szempontokon túlnéző európai szellem, rendkívüli kultúrával, kísérletező izgalommal, a maga korában igen ritka természettudományos érdeklődéssel és műveltséggel bírt. Weöres Sándorra hatott leginkább személyiségével és alkotásaival, több művének ihletőjévé vált.[16] Kistokaj református templomában helyezték el Ungvárnémeti Tóth László emléktábláját.
- Szuhánszki János metodista lelkész 1949-től a településen kezdte el gyülekezetépítő munkáját.
- Csernák István metodista lelkész, a Magyarországi Metodista Egyház szuperintendense Kistokajban nőtt fel.
- A településen nőtt fel Guzi Blanka, csapatban Európa-bajnoki aranyérmes, egyéniben ezüstérmes magyar öttusázó.
- Kistokajban nőtt fel és végezte tanulmányait Tóth Zsófia színművész.